# Assedio di Gerona
Il terzo assedio di Gerona fu portato dalla Grande Armata francese ai danni della città spagnola di Gerona. Durò sette mesi, dal 6 maggio al 12 dicembre 1809, e fu un importante scontro della guerra d'indipendenza spagnola.
Circa 18000 francesi e le truppe del regno di Vestfalia, comandate dal generale Laurent de Gouvion-Saint-Cyr per buona parte dell'assedio, prima che il maresciallo Pierre Augereau assumesse il comando il 12 ottobre, assediarono la città difesa dal generale Mariano Álvarez de Castro al comando di circa 5600 regolari e milizie, finché malattia e fame lo costrinsero a capitolare il 12 dicembre.

## Contesto

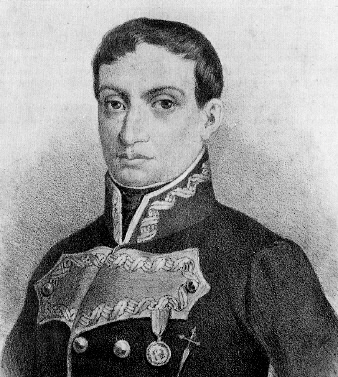
Il generale Mariano Álvarez de Castro

Con Giuseppe Bonaparte sedutosi sul trono di Spagna nel 1808, l'anno seguente al generale Álvarez, comandante del castell de Montjuïc di Barcellona, fu ordinato dai suoi superiori di arrendersi, nonostante fosse stato preparato a resistere. Alvarez lasciò Barcellona e si unì ai ribelli spagnoli che combattevano il dominio francese. Il governo spagnolo di Cadice lo nominò comandante dell'esercito di Catalogna e governatore di Gerona, una città difesa da una guarnigione di 3400–5600 soldati regolari del reggimento Ultonia.
Il 1º febbraio 1809 assunse il comando della città strategica, e subito cominciò a prepararne la difesa richiedendo provvigioni per 7000 uomini. Il 1º aprile proclamò il suo famoso editto, grazie al quale avrebbe giustiziato tutti quelli che si sarebbero arresi in caso di attacco subito. Il 3 maggio furono distribuite le armi a 1717 volontari.

## Assedio
All'inizio di maggio 1809 Saint-Cyr iniziò ad organizzare artiglieria e fortificazioni, montando 40 cannoni che nei successivi sette mesi avrebbero sparato 60 000 proiettili sulla città. Il 12 giugno Alvarez rifiutò i termini della resa offerta, ed il generale Saint-Cyr ordinò il bombardamento a partire dalla mezzanotte tra il 13 ed il 14 giugno.
Verso la fine di settembre Saint-Cyr lasciò il comando, arrabbiato per il fatto di essere stato sostituito come capo dell'artiglieria francese. Lasciò i propri uomini senza comando per molti giorni, disobbedendo agli ordini ricevuti a giugno.
Nonostante il castello di Gerona (chiamato anch'esso Montjuïc) fosse stato conquistato dai francesi ad agosto, Alvarez si barricò e trincerò in città, e la battaglia proseguì per altri quattro mesi prima che Alvarez, gravemente ferito, lasciasse il comando al generale Juan Bolivar. Due giorni dopo, il 12 dicembre, la città capitolò. Si stima che circa 10 000 persone (soldati e civili) vi morirono. Le perdite francesi furono circa 15000.
A causa dei ritardi e delle perdite subite dai francesi, la resistenza cittadina fu utile per la Spagna. La battaglia divenne una specie di leggenda e lo stesso Alvarez fu dichiarato eroe nazionale. Nonostante la pessima salute di Alvarez, i francesi lo imprigionarono assieme agli altri ufficiali di Gerona a Perpignano, prima di organizzare un processo per tradimento nel castello di San Fernando dove morì il mese successivo.